# Nezbiše
Nezbiše este o localitate din comuna Podčetrtek, Slovenia, cu o populație de 143 de locuitori.